# Carlos Peruga Embid
Carlos Francisco Peruga Embid (Zaragoza, Aragón, España, 15 de agosto de 1976) es un árbitro de baloncesto español de la liga ACB. Pertenece al Comité de Árbitros de Aragón.

## Trayectoria
Tras pasar por todas las categorías de formación como jugador en los colegios La Salle Franciscanas y La Salle Gran Vía en Zaragoza, hasta llegar a jugar en 1ª División Aragonesa. Fue entonces cuando pasó a interesarse por el arbitraje, faceta en la que ya se inició en los torneos de su colegio.
Además de ser árbitro en la ACB en la actualidad, es el director de Arbitraje de la Federación Aragonesa de Baloncesto y también posee el título de entrenador de 2º nivel.
Carlos Peruga acudió a los Juegos Olímpicos de Río el 2016 junto al vasco Juan Carlos García González. Dirigió el tercer lugar del Campeonato femenino entre Francia y Serbia (63-70).
Dirigió la final de la Copa del Rey de 2018 en la que arbitró al Real Madrid contra el Fútbol Club Barcelona (90–92).

## Temporadas
| Categoría             | País   | Año       |
| --------------------- | ------ | --------- |
| Categorías bases      | España | 1994-1994 |
| 3ª División Aragonesa | España | 1994-1996 |
| 2ª División Aragonesa | España | 1996-1997 |
| 1ª División Aragonesa | España | 1997-1999 |
| Liga EBA              | España | 1999-2000 |
| Liga LEB              | España | 2000-2001 |
| Liga ACB              | España | 2001-     |